# Kriegerdenkmal Lödderitz

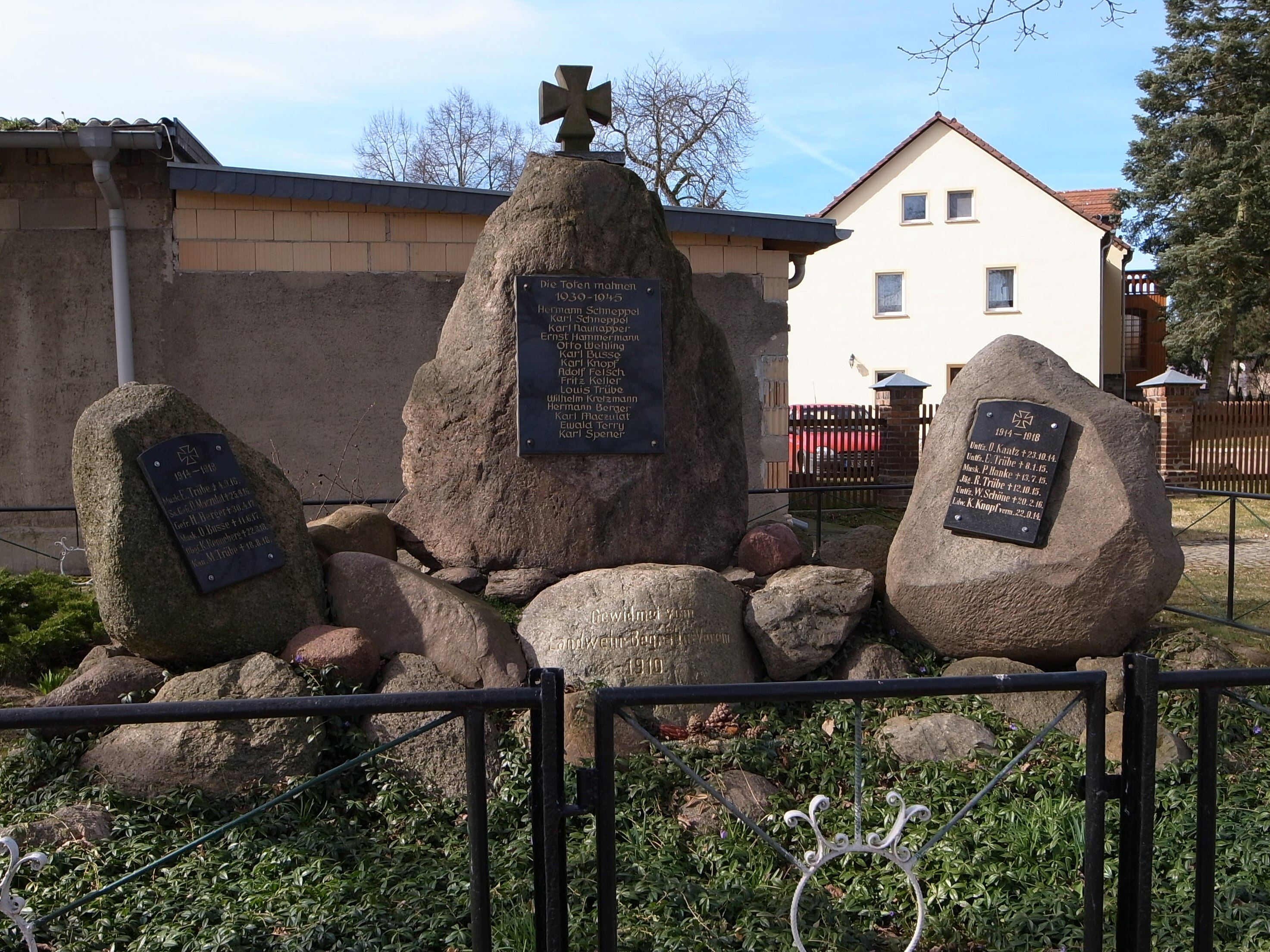
Vorderseite des Kriegerdenkmales

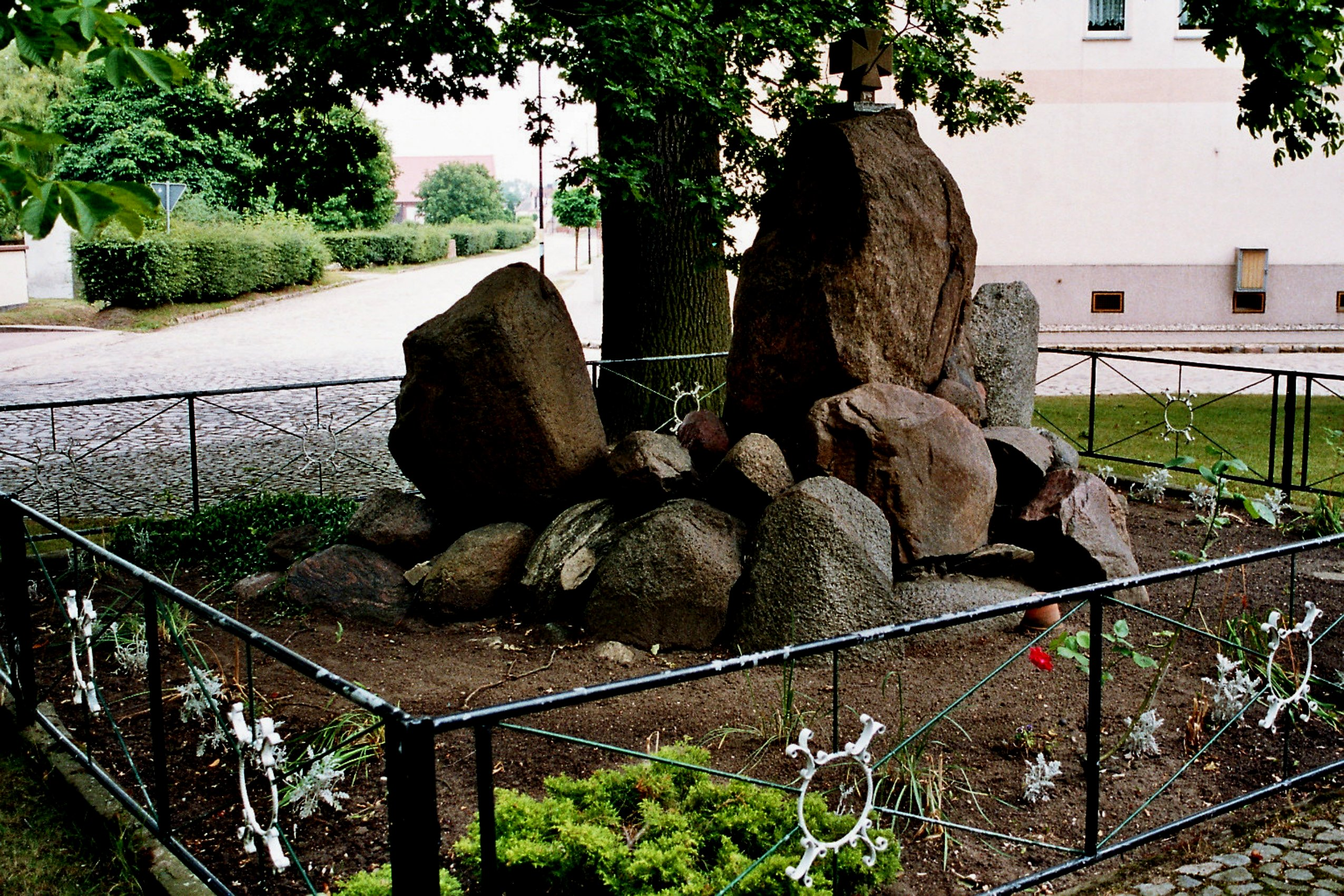
Rückseite des Kriegerdenkmales

Das Kriegerdenkmal Lödderitz ist ein denkmalgeschütztes Kriegerdenkmal in der Ortschaft Lödderitz der Stadt Barby in Sachsen-Anhalt. Im örtlichen Denkmalverzeichnis ist das Kriegerdenkmal unter der Erfassungsnummer 094 50531 als Kleindenkmal verzeichnet.

## Lage
Das Kriegerdenkmal befindet sich auf einer Grünfläche an der Dorfstraße.

## Gestaltung
Bei dem Kriegerdenkmal von Lödderitz handelt es sich um eine Gedenkanlage aus mehreren Findlingen. Auf dem mittleren Findling befindet sich die Gedenktafel der Gefallenen des Zweiten Weltkriegs und auf den beiden äußeren sind die Gedenktafeln des Ersten Weltkriegs angebracht. Das Denkmal wurde aber bereits 1910 errichtet und damit vor den Weltkriegen. Außer einer Widmung ist aber nichts weiter zu lesen, da die Gedenktafel des Zweiten Weltkriegs direkt über der ursprünglichen Widmung angebracht wurde.

## Inschriften
Gewidmet vom Landwehr-Begräbnis-Verein 1910
1914–1918
Die Toten mahnen

1939–1945

## Quelle
- Gefallenendenkmal Lödderitz Online, abgerufen am 31. Juli 2017